# Morgan Matthews
Morgan Matthews (ur. 21 maja 1987 w Chicago) – amerykańska łyżwiarka figurowa, startująca w parach tanecznych. Wicemistrzyni czterech kontynentów (2006), mistrzyni świata juniorów (2005), zwyciężczyni finału Junior Grand Prix (2004) oraz dwukrotna mistrzyni Stanów Zjednoczonych juniorów (2003, 2004). Po zakończeniu kariery amatorskiej w 2009 roku została trenerką łyżwiarstwa figurowego w Bostonie i rozpoczęła pracę w korporacji finansowej tuż po ukończeniu studiów ekonomicznych w Wellesley College w maju 2016.

## Osiągnięcia

### Z Leifem Gislasonem
| Mistrzostwa Stanów Zjednoczonych | 5 |
| Eastern Sectionals               | 1 |

### Z Maximem Zavozinem
| Zawody                                | 01–02          | 02–03          | 03–04          | 04–05          | 05–06          | 06–07          |                |                |                |                |                |                |                |                |                |                |                |
| Międzynarodowe                        | Międzynarodowe | Międzynarodowe | Międzynarodowe | Międzynarodowe | Międzynarodowe | Międzynarodowe | Międzynarodowe | Międzynarodowe | Międzynarodowe | Międzynarodowe | Międzynarodowe | Międzynarodowe | Międzynarodowe | Międzynarodowe | Międzynarodowe | Międzynarodowe | Międzynarodowe |
| ------------------------------------- | -------------- | -------------- | -------------- | -------------- | -------------- | -------------- | -------------- | -------------- | -------------- | -------------- | -------------- | -------------- | -------------- | -------------- | -------------- | -------------- | -------------- |
| Mistrzostwa świata                    |                |                |                |                | 16             |                |                |                |                |                |                |                |                |                |                |                |                |
| Mistrzostwa czterech kontynentów      |                |                |                |                | 2              |                |                |                |                |                |                |                |                |                |                |                |                |
| GP Cup of China                       |                |                |                |                | 5              |                |                |                |                |                |                |                |                |                |                |                |                |
| GP Cup of Russia                      |                |                |                |                |                | 6              |                |                |                |                |                |                |                |                |                |                |                |
| GP Skate America                      |                |                |                |                |                | 4              |                |                |                |                |                |                |                |                |                |                |                |
| GP Trophée Eric Bompard               |                |                |                |                | 4              |                |                |                |                |                |                |                |                |                |                |                |                |
| Nebelhorn Trophy                      |                |                |                |                |                | 2              |                |                |                |                |                |                |                |                |                |                |                |
| Międzynarodowe: Kategorie młodzieżowe |                |                |                |                |                |                |                |                |                |                |                |                |                |                |                |                |                |
| Mistrzostwa świata juniorów           |                | 11             | 3              | 1              |                |                |                |                |                |                |                |                |                |                |                |                |                |
| JGP Finał                             |                |                | 3              | 1              |                |                |                |                |                |                |                |                |                |                |                |                |                |
| JGP w Chorwacji                       |                |                | 1              |                |                |                |                |                |                |                |                |                |                |                |                |                |                |
| JGP we Francji                        |                |                |                | 1              |                |                |                |                |                |                |                |                |                |                |                |                |                |
| JGP w Kanadzie                        |                | 3              |                |                |                |                |                |                |                |                |                |                |                |                |                |                |                |
| JGP na Słowacji                       |                |                | 3              |                |                |                |                |                |                |                |                |                |                |                |                |                |                |
| JGP w Stanach Zjednoczonych           |                |                |                | 1              |                |                |                |                |                |                |                |                |                |                |                |                |                |
| JGP we Włoszech                       |                | 4              |                |                |                |                |                |                |                |                |                |                |                |                |                |                |                |
| Krajowe                               |                |                |                |                |                |                |                |                |                |                |                |                |                |                |                |                |                |
| Mistrzostwa Stanów Zjednoczonych      | 3 N            | 1 J            | 1 J            | 5              | 4              | 5              |                |                |                |                |                |                |                |                |                |                |                |